# Diecezja Sankt Gallen
Diecezja Sankt Gallen – diecezja Kościoła rzymskokatolickiego w północno-wschodniej Szwajcarii. Jak wszystkie diecezje w tym kraju, podlega bezpośrednio Stolicy Apostolskiej. Powstała 8 kwietnia 1847 w wyniku podziału istniejącej wcześniej diecezji Chur-Sankt Gallen.

Diecezja na mapie administracyjnej Kościoła szwajcarskiego